# Louis Saha
Louis Lourent Saha (Parijs, 8 augustus 1978) is een Frans voormalig voetballer met voorouders uit Guadeloupe. Hij speelt bij voorkeur in de aanval. Saha verruilde in 2008 Manchester United FC voor Everton FC. Hij tekende daar in februari 2010 een nieuw contract tot aan de zomer van 2012. Op 31 januari 2012 tekende hij echter een contract voor zes maanden bij Tottenham Hotspur, dat hij in augustus 2012 verruilde voor Sunderland AFC. In januari 2013 verkaste hij weer. Dit keer van Sunderland naar Lazio, waar hij op 8 augustus 2013 zijn carrière beëindigde. In februari 2004 speelde hij zijn eerste van meer dan vijftien interlands in het Frans voetbalelftal. Na zijn carrière als voetballer begon Saha een bedrijf dat fungeert als privé-netwerk voor professionele atleten.

## Clubcarrière
Saha speelde in 1997/1998 zijn eerste 21 wedstrijden voor FC Metz. Het opvolgende seizoen vertrok de aanvaller voor een half jaar op huurbasis naar Newcastle United FC, waar hij in elf duels één keer scoorde. Na een jaar terug bij Metz te zijn geweest, vertrok Saha weer naar Engeland. Saha speelde er ditmaal 3,5 seizoen bij Fulham FC, waarmee hij in zijn eerste jaar als kampioen uit de First Division promoveerde. Hij scoorde voor de Londenaren in ruim honderd competitiewedstrijden 53 keer. In de winterstop van het seizoen 2003/2004 verkaste Saha vervolgens naar Manchester United. Daar was hij doorgaans invaller. In maart 2006 stond hij niettemin wekenlang in de basis, op de plaats van de gepasseerde Ruud van Nistelrooij. Saha sukkelde niettemin al een tijd met blessures en dat hield ook in het daaropvolgende seizoen aan. Vooral onwillig kraakbeen in zijn knie zorgde voor ongemak. Hij tekende daarop een tweejarig contract bij Everton, waarin vastgelegd werd dat hij betaald kreeg naargelang het aantal wedstrijden dat hij kon spelen. Dat bleken er meer te zijn dan in jaren het geval was geweest. Daarop kreeg Saha in februari 2010 een nieuw tweejarig contract bij Everton. Daarvoor speelde hij in het seizoen 2009/10 het hoogste aantal competitiewedstrijden in één seizoen sinds de jaargang 2001/02. Met Everton stond hij op 30 mei 2009 in de finale van de strijd om de FA Cup. Daarin verloor de ploeg van trainer-coach David Moyes met 2-1 van Chelsea door goals van Didier Drogba en Frank Lampard. Op de laatste dag van de winter-transferperiode 2011/2012 vertrok hij naar Tottenham Hotspur. In de zomer van 2012 verhuisde hij naar Sunderland FC, waar hij in januari 2013 alweer vertrok. Hij ging aan de slag bij Lazio Roma, maar op 8 augustus 2013 maakte hij bekend te stoppen als professioneel voetballer.

## Interlandcarrière
Saha speelde in verschillende leeftijdscategorieën voor Jong Frankrijk en behoorde tot de ploeg die het EK 1997 Onder-19 won. Hij debuteerde vervolgens op 18 februari 2004 tegen België in de Franse nationale ploeg. Daarvoor speelde Saha op onder meer het EK 2004 en het WK 2006 in Duitsland, waar Frankrijk de finale haalde. Saha was niet beschikbaar voor de eindstrijd omdat hij in de halve finale tegen Portugal (0-1 winst) zijn tweede gele kaart van het toernooi kreeg.

## Clubstatistieken
| Seizoen  | Club                         | Competitie     | Duels | Goals |
| -------- | ---------------------------- | -------------- | ----- | ----- |
| 1997-'98 | FC Metz                      | Ligue 1        | 21    | 1     |
| 1998-'99 | FC Metz                      | Ligue 1        | 3     | 0     |
| 1998-'99 | → Newcastle United FC (huur) | Premier League | 11    | 1     |
| 1999-'00 | FC Metz                      | Ligue 1        | 23    | 4     |
| 2000-'01 | Fulham FC                    | First Division | 43    | 27    |
| 2001-'02 | Fulham FC                    | Premier League | 36    | 8     |
| 2002-'03 | Fulham FC                    | Premier League | 18    | 5     |
| 2003-'04 | Fulham FC                    | Premier League | 22    | 13    |
| 2003-'04 | Manchester United FC         | Premier League | 12    | 7     |
| 2004-'05 | Manchester United FC         | Premier League | 14    | 1     |
| 2005-'06 | Manchester United FC         | Premier League | 19    | 7     |
| 2006-'07 | Manchester United FC         | Premier League | 24    | 8     |
| 2007-'08 | Manchester United FC         | Premier League | 17    | 5     |
| 2008-'09 | Manchester United FC         | Premier League | 0     | 0     |
| 2008-'09 | Everton FC                   | Premier League | 24    | 6     |
| 2009-'10 | Everton FC                   | Premier League | 34    | 13    |
| 2010-'11 | Everton FC                   | Premier League | 23    | 7     |
| 2011-'12 | Everton FC                   | Premier League | 16    | 11    |
| 2011-'12 | Tottenham Hotspur FC         | Premier League | 10    | 3     |
| 2012     | Sunderland AFC               | Premier League | 14    | 0     |
| 2013     | Lazio Roma                   | Serie A        | 1     | 0     |